# 神屋寿禎
神屋 寿貞（かみやじゅてい、生没年不詳）は、戦国時代の筑前国博多の商人、鉱業家。茶人としても有名。幼名は善四郎、字は貞清。曽孫に神屋宗湛がいる。

## 人物
出雲国の鷺銅山へ銅を仕入れに赴く途中、石見国大森に銀鉱（のちの石見銀山）を発見し、大工や掘り師らを同道して銀鏈を入手し、大永6年（1526年）に採鉱を開始し、博多に運搬して巨利を得た。天文2年（1533年）には、朝鮮から招いた宗旦、桂寿らの吹大工（）を石見に移住させ、灰吹法を導入して、銀を吹き白銀を採ることに成功した（『銀山旧記』）。この技法により、日本の貴金属鉱業隆盛の端緒が開かれた。
同8年（1539年）の勘合船の副使で臨済僧の策彦周良の渡航日記『策彦和尚初渡集』には、総船頭の神屋主計の他、同姓の次郎太郎・加計・彦八郎・孫八郎らと共に寿禎の名前が散見されれ、周良らに贈り物をしている。同10年（1541年）7月3日勘合船が肥前国松浦郡斑島に到着した折、博多の船が来航して寿禎が「斗合弐個」を贈っている。7月13日には大斗合1個と茄子1盆を贈っている。「斗合弐個」とは博多の酒であったと思われる。